# Інвазійні види

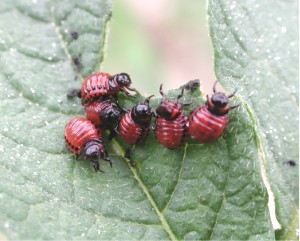
Личинки колорадського жука третього віку

Інвазійні (інвазивні) види — алохтонні види зі значною здатністю до експансії, які розповсюджуються природним шляхом або за допомогою людини й становлять значну загрозу для флори й фауни певних екосистем, конкуруючи з автохтонними видами за екологічні ніші, а також спричиняючи загибель місцевих видів. Процес розселення диких видів рослин і тварин на нові території визначається терміном біологічні інвазії. До процесів інвазій належать також багаторазові появи чужорідних вірусних захворювань.
Опісля нищення місць перебування інвазійні види становлять найбільшу загрозу для світового біорізноманіття. Інвазійні види рослин є значною проблемою на територіях, що охороняються, витісняючи місцеві види рослин, для яких, власне, й було створено охоронні території. У таких випадках постає питання заходів проти прибульців (головно — механічне знищення).

Схема перекривання ніш, займаних одним і тим же видом на батьківщині й у місцях, куди його було завезено. Зеленим кольором (C) показано ту область значень факторів, у межах яких вид живе лише на батьківщині. Блакитним кольором (B) показано область, у межах якої вид зустрічається тільки на чужині. Центральна частина (A), виділена коричневим кольором, — це та область екологічної ніші, у межах якої вид зустрічається й на батьківщині, й на чужині.

Біологічні інвазії — швидкоплинні явища, які відбуваються протягом одного або кількох поколінь і зумовлюють формування нових частин ареалу. Цим вони відрізняються від експансій (поступових розширень ареалів), які можуть відбуватися упродовж кількох популяційних циклів. Такі процеси нерідко розглядають як особливий тип біологічного забруднення. Пусковим механізмом для розвитку біологічних інвазій є порушення природних бар'єрів для розселення, формування «екологічних коридорів» для розселення (наприклад, канали меліоративних систем, лісосмуги, придорожні смуги). Проте найпоширенішими стали штучні (часто — ненавмисні) інтродукції видів.
Поява інвазійних видів розглядається як екосистемна мутація, яка призводить до перебудови структури угруповань.

## Історія проблеми
Наприкінці ХХ ст. негативний вплив неаборигенних організмів на флору, фауну і навіть на суспільство настільки посилився, що набув глобального характеру і привернув увагу не лише фахівців, а й державних і міжнародних інституцій. Про актуальність цієї проблеми свідчить її обговорення на міжнародних форумах, присвячених збереженню біологічного різноманіття, зокрема на конференції ООН з проблем сталого розвитку (Ріо-де-Жанейро, 1992) та конференції ООН з проблеми неаборигенних видів (Трондхейм, 1996), численних спеціальних наукових конференціях. Розроблення Глобальної стратегії з проблеми інвазійних неаборигенних видів та Європейської стратегії з проблеми інвазійних неаборигенних видів знаменувало якісно новий підхід до вирішення різних аспектів цієї проблеми. Відповідно до основних положень стратегій, у багатьох країнах світу прийняли національні стратегії запобігання й контролю інвазій, які різняться постановкою цілей і способами їхньої реалізації, оскільки відображають специфіку природних умов та економіки різних країн.
У списку 100 найнебезпечніших видів, складеного фахівцями з інвазійних видів МСОП, є 56 видів тварин, 36 видів рослин, 3 види грибів, 3 види хромістів, 1 вид найпростіших та 1 вид вірусів.
В Європейському Союзі складено список з 37 видів тварин і рослин, які офіційно визнані небажаними для території європейських країн.

## Інвазії рослин
Інвазійні рослини становлять безпосередню загрозу природному аборигенному біорізноманіттю, менеджменту екосистем, сільського та лісового господарств тощо.
До чинників інвазійної спроможності рослин належать такі: здатність особин і популяцій пристосовуватися до різних умов середовища, особливості рознесення діаспор (наприклад, здатність до ефективної антропо- та зоохорії), наявність активного вегетативного росту та розмноження, незалежність від специфічних мутуалістів (симбіонти, спеціалізовані запилювачі й агенти рознесення діаспор тощо), постійність насіннєвого банку, роль життєвих стратегій рослин тощо. Виявлена також пряма кореляція між малим розміром геному та інвазійною спроможністю рослин, хоча ця закономірність простежується далеко не завжди. Серед основних гіпотез інвазійності рослин виділяють такі групи:
- «Втеча від природних ворогів» — загальна суть цієї гіпотези полягає в тому, що багато видів адвентивних рослин після занесення або натуралізації на новій території звільняються від пресу спеціалізованих природних ворогів (зокрема, фітофагів і патогенів), які зазвичай контролюють чисельність виду або його популяцій у межах первинного ареалу. Цю гіпотезу в загальних рисах висловив ще Ч. Дарвін.
- Гіпотеза еволюції інвазійності та підвищеної конкурентної спроможності ґрунтується на тому, що розселення деяких видів на синантропних фрагментах ареалу та розвиток їхніх інвазій відбувається внаслідок швидких генетичних змін і набуття нових селективних переваг над місцевими видами в новому середовищі.
- Гіпотеза «нової зброї» ґрунтується передусім на алелопатичних та інших хімічних взаємодіях рослин. Іншими словами, успішність певного інвазійного процесу зумовлена новими типами біохімічної взаємодії між видами у природних рослинних угрупованнях.
- Гіпотеза «порожньої ніші» та видового багатства передбачає здатність окремих адвентивних видів використовувати ресурси нового середовища, недоступні для місцевих видів.

Список інвазійних видів рослин Європейського союзу (затверджено резолюцією 1143/2014) містить такі види: Alternanthera philoxeroides, Asclepias syriaca, Baccharis halimifolia, Cabomba caroliniana, Eichhornia crassipes, Elodea nuttallii, Gunnera tinctoria, Heracleum mantegazzianum, Heracleum persicum, Heracleum sosnowskyi, Hydrocotyle ranunculoides, Impatiens glandulifera, Lagarosiphon major, Ludwigia grandiflora, Ludwigia peploides, Lysichiton americanus, Microstegium vimineum, Myriophyllum aquaticum, Myriophyllum heterophyllum, Parthenium hysterophorus, Pennisetum setaceum, Persicaria perfoliata, Pueraria lobata.
Відомими прикладами інвазійних рослин в Україні є такі: борщівник Сосновського, золотушник канадський, клен американський, дуб червоний, амброзія полинолиста, ваточник сирійський, маслинка вузьколиста.
В Україні 2017 року для Закарпатської області вперше було складено список інвазійних видів рослин.
Аналіз екологічних ніш 50 видів рослин, частина яких свого часу потрапила з Північної Америки до Євразії, а частина — з Євразії до Північної Америки, засвідчив, що ці переселення не супроводжувалися змінами їхніх ніш (щодо абіотичних чинників).

## Інвазії тварин
Список інвазійних видів тварин Європейського союзу містить такі види: Alopochen aegyptiacus, Callosciurus erythraeus, Corvus splendens, Eriocheir sinensis, Herpestes javanicus, Lithobates catesbeianus, Muntiacus reevesi, Myocastor coypus, Nasua nasua, Nyctereutes procyonoides, Ondatra zibethicus, Orconectes limosus, Orconectes virilis, Oxyura jamaicensis, Pacifastacus leniusculus, Percottus glenii, Procambarus clarkii, Procambarus fallax f. virginalis, Procyon lotor, Pseudorasbora parva, Sciurus carolinensis, Sciurus niger, Tamias sibiricus, Threskiornis aethiopicus, Trachemys scripta, Vespa velutina nigrithorax.
З огляду на небезпеку інвазійних видів для аборигенної фауни, уряд Нової Зеландії анонсував перший у світі план зі знищення всіх інвазивних видів хижаків до 2050 року, що має сприяти відновленню природних екосистем країни.
Найвідоміші біологічні інвазії в Україні — поява пацюка мандрівного (сірого) у середині 19 ст., штучна інтродукція ондатри у 1944-65 рр. та єнота 
у 1950-х роках, розселення колорадського жука, карася сріблястого, завезення морських безхребетних з баластними водами: мнеміопсіс, краб голландський, мохнорукий краб китайський, рапана венозна, річкова креветка японська тощо.

### Визначення терміна в орнітології
В орнітології термін «інвазійний вид» має дещо інше значення. Інвазійними вважають види птахів, які нерегулярно, але в значній кількості, з'являються на якійсь території. Зазвичай це види вузькоспеціалізовані щодо характеру живлення. Для України прикладами таких видів є[джерело?]:
- сова біла (Nyctea scandiaca),
- сибірський підвид горіхівки (Nucifraga caryocatactes macrorhynos),
- шишкар ялиновий (L. curvirostra).

Для деяких видів інвазійність проявляється тільки у флуктуаціях кількості мігруючих птахів, змінах трас перельотів. Здебільшого то є види, які живляться одноманітним рослинним кормом. У випадку недороду на якійсь території живлення (зазвичай — на місці зимівлі) більша, ніж звичайно, кількість птахів мігрує далі в пошуках нових, багатших на поживу місць. Таку збільшену кількість птахів на трасі міграції називають інвазійним нальотом. Прикладом таких видів для України є[джерело?]:
- чиж (Carduelis spinus),
- чечітка звичайна (Carduelis flammea),
- дятел великий строкатий (Dendrocopos major),
- омелюх (Bombycilla garrulus),
- сойка (Garrulus glandarius)